# Debbie Lesko
Debra Kay Lesko (de soltera Lorenz; Sheboygan, Wisconsin; 14 de noviembre de 1958) es una política estadounidense y miembro de la Cámara de Representantes de los Estados Unidos en representación 8.º distrito congresional de Arizona desde 2018.
Sirvió en el Senado de Arizona de 2015 a 2018. Fue presidenta pro tempore de 2017 a 2018. También se desempeñó como miembro de la Cámara de Representantes de Arizona desde 2009 hasta 2015. Se convirtió en representante del octavo distrito congresional de Arizona después de ganar una elección especial en 2018.

## Biografía

### Primeros años y educación
Nació en Sheboygan, Wisconsin, hija de Dolores y Don Lorenz. Recibió una licenciatura en administración de empresas en la Universidad de Wisconsin y en la década de 1980 se mudó a Arizona y fue propietaria de un negocio de ventas de construcción. En 1985, se casó con Jeffrey Allen Ignas.

### Carrera
A principios de la década de 2000, se involucró en el Distrito Escolar Unificado de Peoria. Sirvió en el comité comunitario del distrito. En 2006, se postuló para la junta escolar. Fue respaldada por Trent Franks. Ocupó el cuarto lugar de cinco candidatos. Participó en las reuniones de la junta escolar y fue colaboradora de The Arizona Republic . Sus contribuciones al periódico incluyeron artículos de opinión sobre inmigración ilegal y violencia doméstica.

### Cámara de Representantes de los Estados Unidos
Durante la pandemia de COVID-19, apareció en un mitin de Trump en Tulsa, Oklahoma, en un momento en que los casos de coronavirus estaban aumentando en todo el país. Cuando se le preguntó sobre el riesgo para la salud pública que representaba la manifestación, respondió: "creo que la administración Trump y la campaña están haciendo todo lo posible al tomar la temperatura y repartir máscaras". Ella defendió la decisión de los organizadores del mitin de no exigir máscaras faciales. Durante ese tiempo, publicó fotos de sí misma entre la gente; en algunas fotos llevaba una máscara, en otras no.
Hasta octubre de 2021, había votado de acuerdo con la posición declarada de Joe Biden el 13,9 % de las veces.

#### Asignaciones de comité
- Comité de Seguridad Nacional
  - Miembro de rango, Subcomité de Transporte y Seguridad Marítima
  - Subcomité de Seguridad Fronteriza, Facilitación y Operaciones
- Comité Judicial
  - Subcomité de Inmigración y Ciudadanía
  - Subcomité de Crimen, Terrorismo y Seguridad Nacional [7]

#### Membresía de caucus
- Freedom Caucus [8]
- Comité de Estudio Republicano [9]